# 11100 Lai
11100 Lai (1995 KC) là một tiểu hành tinh vành đai chính.